# 滇南开唇兰
滇南开唇兰（学名：Anoectochilus burmannicus）为兰科开唇兰属下的一个种。

## 扩展阅读
- 維基物種上的相關：滇南开唇兰